# Mutiny in Outer Space
Pour les articles homonymes, voir Mutiny.
Pour plus de détails, voir Fiche technique et Distribution.
Mutiny in Outer Space est un film de science-fiction américain indépendant en noir et blanc, écrit, produit et réalisé par Hugo Grimaldi en 1965

## Synopsis
Le major Gordon Towers et le capitaine Dan Webber rentrent à la Station spatiale X-7 après avoir collecté des échantillons géologiques et de la glace dans des grottes de glace récemment découvertes sur la Lune. À son arrivée, Webber s'effondre et est conduit à l'infirmerie par le Dr Hoffman tandis que Towers retrouve sa petite amie, le docteur Faith Montaine, biochimiste civile.
Hoffman a du mal à diagnostiquer Webber, excluant un choc de pression qui provoque des hallucinations mais pas de forte fièvre. Faith s'aperçoit qu'une petite démangeaison sur la jambe du malade se développe rapidement et devient une grosse mousse fongueuse. Elle pense que les spores responsables de la mousse proviennent des grottes de glace. Webber est placé isolement.
Pendant ce temps, le commandant du X-7, le colonel Frank Cromwell se comporte étrangement. Alors qu'un essaim de météorites s'approche de la station spatiale, Cromwell n'est pas en mesure de donner l'ordre de prendre des mesures de changement de trajectoire tant que le lieutenant Connie Engstrom officier des communications du X-7, ne l'y poussera pas.
Webber meurt, son corps est horriblement défiguré par la mousse fongueuse. Mais quand Cromwell observe le corps du défunt dans la chambre d'isolement, il dit calmement: "Il n'y a rien d'inhabituel là-dedans" et refuse de signaler le fait au général Knowland du centre de contrôle de la Terre. Il insiste sur le fait que la disparition de Webber a été causée par un "choc de pression" et avertit Towers, Faith et Hoffman de conserver cette version, afin de ne pas affoler l'équipage du X-7. Hoffman pense néanmoins que Cromwell est atteint d'un mal de l'espace ce qui rend ses réactions incohérentes.
Towers décide que la situation est suffisamment grave pour écarter Cromwell du commandement. Mais Towers échoue dans sa tentative de mutinerie. Cromwell ordonne à Connie d’envoyer un message à Knowland à propos de la mutinerie et d'indiquer que Towers a tenu l’équipage sous la menace d’un revolver jusqu’à ce qu’il soit maîtrisé. Apparemment, Connie est d'accord, mais Cromwell ne sait pas qu'elle a enregistré l'ordre subrepticement. Elle le transmet à Knowland, qui se rend immédiatement compte que quelque chose ne va pas, car les armes à feu sont interdites dans l'espace. Connie rapporte également que la totalité de la station spatiale est envahie par la mousse fongueuse. Knowland tente de répondre au X-7 mais n'obtient aucune réponse. Il pense alors qu'il faudra peut-être détruire la station X-7 pour empêcher le mal d'atteindre la terre.
Hoffman contracte l'infection fongique et est très malade. Mais il est capable de dire à Faith et Towers que le champignon peut être tué par le froid. Sachant cela, Towers et les autres font une seconde tentative pour prendre le contrôle de X-7. Outre le danger de la mousse fongueuse, Cromwell, maintenant complètement pris dans son mal de l'espace, tente de détruire le X-7. L'équipage confine Cromwell dans ses quartiers, mais il s’évade et sabote le système de communication, coupant tout contact entre X-7 et la Terre. Il est ensuite repris.
Towers sait que le seul espoir de sauver X-7 est de baisser sa température intérieure en dessous de zéro degré. La mousse fongueuse à l'intérieur de X-7 meurt, mais elle se développe également à l'extérieur de la station spatiale. Personne ne peut comprendre pourquoi la mousse se propage sur l'extérieur du X-7, jusqu'à ce qu'un collaborateur de Knowland dise que cela doit être dû aux "températures élevées générées par le soleil brûlant non protégé" frappant le X-7. Cela donne à Knowland l’idée de lancer une fusée qui va exploser et former un énorme nuage de cristaux de glace que X-7 pourra traverser.
L'idée de Knowland fonctionne et la mousse présente à l'extérieur de X-7 est détruite. Towers utilise le système de communication réparé pour demander un navire de secours. La crise est finie

## Fiche technique
- titre : Mutiny in Outer Space
- Réalisation : Hugo Grimaldi
- Scénario : Hugo Grimaldi
- Musique : Harry Eisen
- Photographie : Archie R. Dalzell
- Durée : 82 minutes
- Pays :  États-Unis
- Langue :Anglais
- Genre : science-fiction
- Date de sortie :
  - États-Unis : 3 mars 1965

## Distribution
- William Leslie : major Gordon Towers
- Dolores Faith : docteur Faith Montaine
- Pamela Curran : lieutenant. Connie Engstrom
- Richard Garland : colonel Frank Cromwell
- Harold Lloyd Jr. : sergent Andrews
- James Dobson : docteur Hoffman
- Ron Stokes : sergent Sloan
- Boyd Holister : major Olsen
- Gabriel Curtiz : docteur Stoddard
- Glenn Langan : général Knowland
- H. Kay Stevens : sergent. Engstrom
- Francine York : capitaine Stevens
- Joel Smith
- Carl Crow : capitaine Dan Webber
- Robert Nash

## À noter
- Le film a été tourné en six jours au Producers Studio à Hollywood à partir du 18 mars 1964